# کاکه‌سیاب
کاکه‌سیاب(به کردی: کاکەسیاو، Kakesiyaw) روستایی از توابع بخش زیویه در شهرستان سقز است که در استان کردستان ایران قرار دارد.

## جمعیت
این روستا در دهستان صاحب واقع شده و براساس سرشماری سال ۱۳۸۵، جمعیت آن ۳۶۷ نفر (۷۵ خانوار) بوده‌است.